# Antiophlebia griveaudi
Antiophlebia griveaudi là một loài bướm đêm trong họ Noctuidae.